# Sankt Peter-Freienstein
Sankt Peter-Freienstein  är en ort och kommun i Österrike. Den ligger i distriktet Leoben i förbundslandet Steiermark.
Kommunen består av fyra orter (Ortschaften) (inom parentes invånarantal 1 januari 2024):
- Hessenberg (810)
- Sankt Peter-Freienstein (1 016)
- Tollinggraben (80)
- Traidersberg (414)